# کتاب راهنمای میشلن
کتاب راهنمای میشلن (به فرانسوی: Guide Michelin) سری کتاب‌های راهنمایی است که شرکت لاستیک سازی میشلن در فرانسه آن را منتشر می‌کند. در میان این سری از کتاب‌ها شناخته‌شده‌ترین آن کتابی است که به ارزیابی کیفیت غذای رستوران‌ها و نشان دادن آن با ستاره پرداخته‌است و کتاب راهنمای رستوران و هتل میشلن نامیده می‌شود. رنگ جلد این کتاب همواره قرمز است و کتاب قرمز میشلن (به فرانسوی: Guide rouge) نیز نامیده می‌شود. فروش سالیانه این کتاب که رستوران‌های چندین کشور مختلف را بررسی کرده‌است، از یک میلیون جلد فراتر می‌رود.
عنوان دیگر این سری از کتاب‌ها کتاب راهنمای سفر میشلن با رنگ جلد سبز است و کتاب سبز میشلن (به فرانسوی: Guide vert) نیز نامیده می‌شود. این کتاب به معرفی جاها و نقشهٔ جاده‌های چندین کشور پرداخته‌است.

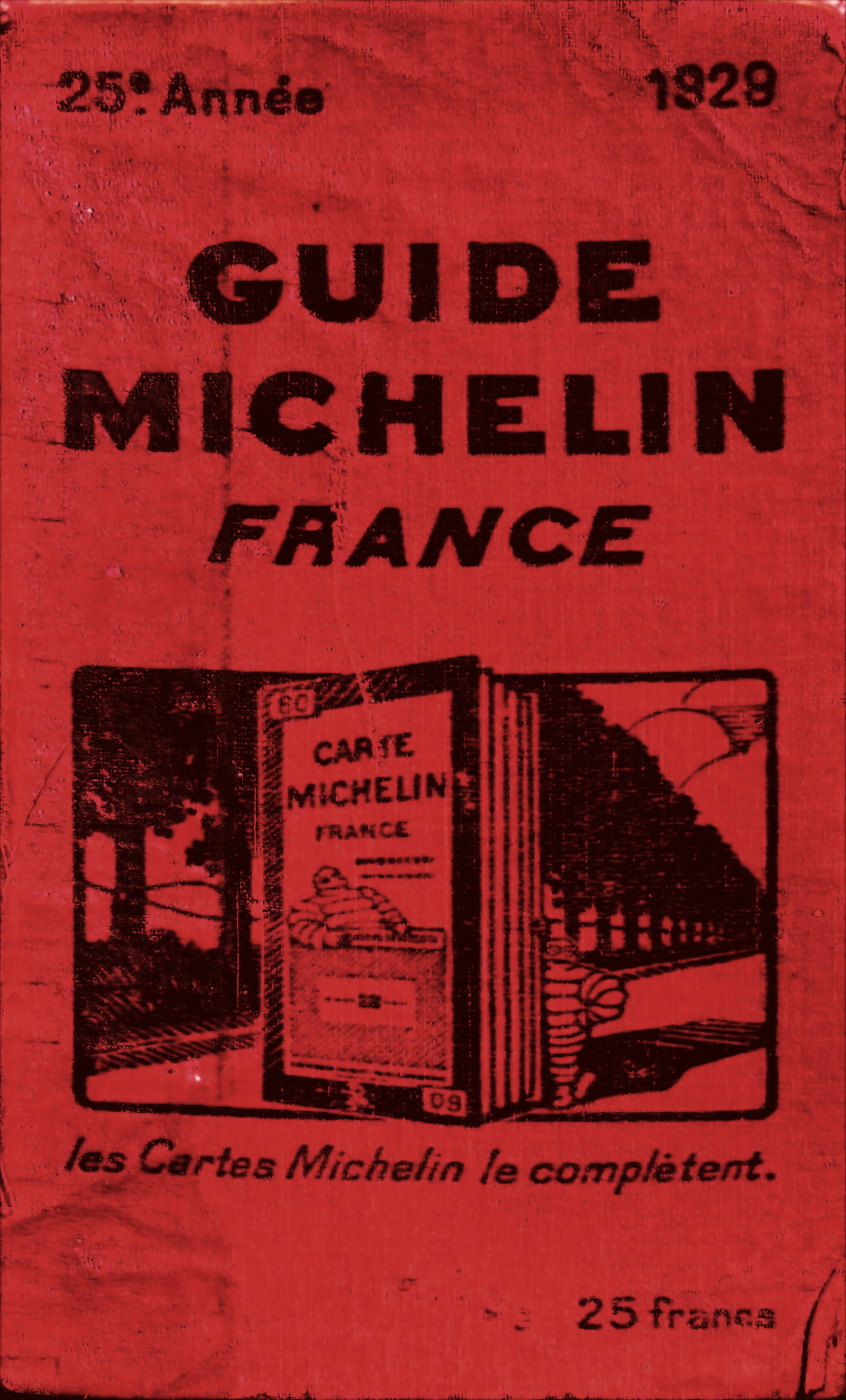
کتاب قرمز میشلن. منتشر شده در سال ۱۹۲۹ میلادی.

## راهنمای رستوران و هتل
افراد و رستوران‌هایی که نام آنها به کتاب راهنمای رستوران و هتل میشلن وارد می‌شود به‌سرعت بسیار محبوب می‌شوند. در راهنمای میشلن انواع رستوران و غذاهای جهان معرفی می‌شوند. ستاره‌های میشلین به طور گسترده به عنوان اوج موفقیت در دنیای آشپزی در نظر گرفته می‌شوند که نشان دهنده برتری، نوآوری، و تعهد به صنعت آشپزی در میشلن است. شمار رستوران‌های ایرانی حاضر در راهنمای میشلن اما به ده عدد هم نمی‌ر‌سند.

### تاریخچه
در سال ۱۹۰۰ برادران میشلن نخستین نسخه راهنمای میشلین را منتشر کردند. هدف آنها تشویق مردم برای مسافرت با خودرو و در نتیجه افزایش تقاضا برای لاستیک بود. در آغاز، این کتابچه کوچک به عنوان یک منبع عملی برای رانندگان در فرانسه بود که با ارائه نقشه‌ و مسیر و نکات مهم سفر، اطلاعاتی در مورد مکانیکی‌های سرراه به افراد کمک می‌کرد. با گذشت زمان، راهنمای میشلین، توصیه‌های خود را برای یافتن رستوران‌ها و مکان‌های اقامتی با کیفیت افزود. این موضوع به‌ویژه روی مشتریان میشلن تأثیرگذار بود.
در سال ۱۹۲۶ راهنمای میشلن سیستم رتبه‌بندی با تعداد ستاره را برای ارزیابی رستوران‌ها معرفی کرد. یک ستاره نشان‌دهنده «یک رستوران بسیار خوب در رده بالا»، دو ستاره نشان‌دهنده «آشپزی عالی که  ارزش یک دور زدن اضافه برای رسیدن به غذای عالی آن را دارد»، و در نهایت سه ستاره که نشان‌دهنده «آشپزی استثنایی» است که به خودی خود و تنهایی ارزش یک سفر خاص را دارد. باگذر زمان رستوران‌های راهنمای میشلن مورد توجه بسیار قرار گرفتند. طوریکه کسب ستاره‌های میشلن به یک افتخار معتبر برای سرآشپزها و رستوران‌داران تبدیل شد. سپس راهنمای میشلن کار خود را به خارج از فرانسه گسترش داد شهرها و مناطق مختلفی در سراسر جهان از جمله مراکز اصلی آشپزی مانند شهر نیویورک، توکیو و هنگ کنگ را پوشش داد. این گسترش جهانی موقعیت میشلن را به عنوان مرجع قطعی در زمینه غذاخوری بیشتر مستحکم کرد.

### بازرسان
ستاره‌های میشلن تنها برپایه کیفیت غذا و تجربه غذاخوری داده می‌شوند و عواملی مانند خدمات، محیط، و دکوراسیون نقش بسیار کمی در فرآیند ارزیابی دارند. بازرسان میشلن به طور ناشناس از رستوران‌ها بازدید می‌کنند تا ارزیابی بی‌طرفانه‌ای بدست آورده و یکپارچگی رتبه‌بندی خود را حفظ کنند. آنها تحت غذای رایگان یا سرویس ویژه را نمی‌پذیرند.

### رده‌بندی با ستاره
(یک ستاره) - بسیار خوشمزه.
 (دو ستاره) - مزهٔ عالی. چشیدن طعم غذاهای این رستوران، ارزش دور شدن از مسیر را در طی یک سفر دارد.
 (سه ستاره) - طعم استثنایی. چشیدن طعم غذاهای این رستوران، ارزش انجام سفر بخاطر آن را دارد.

### کتاب‌های انتشار یافته
| نام کشورها         | ژاپنی | انگلیسی | فرانسه |
| ------------------ | ----- | ------- | ------ |
| بریتانیا و ایرلند  |       | ☆       | ☆      |
| ایتالیا            |       | ☆       | ☆      |
| استرالیا           |       |         | ☆      |
| هلند               |       |         | ☆      |
| سوئیس              |       |         | ☆      |
| اسپانیا و پرتقال   |       | ☆       | ☆      |
| آلمان              |       | ☆       | ☆      |
| فرانسه             |       | ☆       | ☆      |
| بلژیک و لوکزامبورگ |       |         | ☆      |

| نام شهرها        | ژاپنی | چینی | انگلیسی | فرانسه |
| ---------------- | ----- | ---- | ------- | ------ |
| سانفرانسیسکو     |       |      | ☆       | ☆      |
| نیویورک          |       |      | ☆       | ☆      |
| پاریس            |       |      | ☆       | ☆      |
| لاس و گاس        |       |      | ☆       | ☆      |
| لوس آنجلس        |       |      | ☆       | ☆      |
| لندن             |       |      | ☆       | ☆      |
| کیوتو و اوزاکا   | ☆     |      | ☆       |        |
| توکیو            | ☆     |      | ☆       | ☆      |
| هنگ کنگ و ماکائو |       | ☆    | ☆       | ☆      |
| شهرهای مهم اروپا |       |      | ☆       | ☆      |